# Ninco

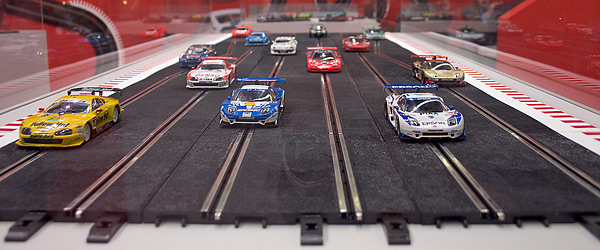
Ninco JGTC Fahrerfeld

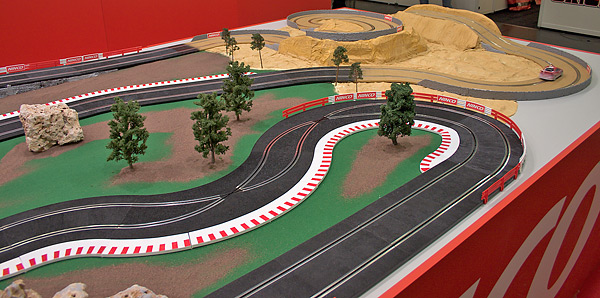
Ninco Schienensystem

Ninco ist ein spanischer Hersteller eines Autorennbahnsystems im Maßstab 1:32. Die Gründer hießen Eduard Nin und Eladio Cosculluela (gestorben 2001). Aus den ersten Silben der Nachnamen setzt sich der Unternehmensname (Firma) zusammen.

## Geschichte
Das Unternehmen ist in Barcelona beheimatet und produziert seit 1993 Fahrzeuge für Autorennbahnen – so genannte Slotcars – im Maßstab 1:32. Diese Fahrzeuge fassten schnell Fuß im Markt und wurden gerne auf Carrera- und Scalextric-Anlagen betrieben. Im Jahr 1998 stieg Ninco zum Systemanbieter auf, indem es neben den Fahrzeugen auch ein eigenes Schienensystem und weiteres notwendiges Zubehör wie Regler und Netzteile anbietet.

## Schienensystem
Die Ninco-Schienen sind 18 cm breit, der Abstand zwischen den beiden Fahrspuren beträgt 9 cm. Gefertigt sind sie aus weichem Kunststoff. Im Gegensatz zu anderen großen Herstellern bietet Ninco drei unterschiedliche Fahrbahnbeläge für ihr Schienensystem an: Asphalt, Gelände ("Offroad") und Schnee. Asphalt entspricht der normalen Oberfläche, Gelände zeichnet sich durch eine unebene Oberfläche aus und Schnee bietet besonders wenig Haftung. Alle drei Schienenarten können miteinander kombiniert werden.
Mit den Asphalt-Schienen können zwei- bis achtspurige Bahnen aufgebaut werden, mit den anderen Schienenarten zwei- und vierspurige Bahnen.
Neben den Standardschienen hat der Hersteller noch Engstellen- und Spurwechselschienen sowie eine Kehrschleife im Programm; Loopings und Steilkurven werden nicht angeboten.

## Fahrzeuge
Die ersten Ninco-Slotcars waren Rallye-Fahrzeuge, inzwischen hat sich die Palette auch auf Rennwagen der DTM, Formel 1, Champ Car und andere ausgeweitet. Die Neigung zum Rallye-Sport macht sich aber noch immer in der Modellpalette bemerkbar. So wurden 2003 erstmals von Ninco auch Slotcars mit einem sogenannten Schwingarm angeboten (der Schwingarm war in den 1960ern und 1970ern bei Slotcars nahezu Standard, ist in den modernen Konstruktionen aber kaum noch zu finden), der das Überfahren von kleinen Hindernissen möglich macht. Ende 2006 erschien eine lizenzierte Slotcarversion des Ferrari 360 GTC.
Durch eine eher zurückhaltende Modellpalette, einem vollständigen Angebot des Schienensystems und konstanter Qualität der Produkte hat Ninco auch in Ländern mit traditionell anderen Autorennbahnsystemen (wie Carrera in Deutschland oder Scalextric in Großbritannien/USA) Fuß fassen können. Dies, und nicht zuletzt auch der allgemeine Slotcar-Boom in den 1990er Jahren ist dem Umstand zu verdanken, dass die Fahrzeuge von verschiedenen Herstellern mit allen heute erhältlichen Schienensystemen kompatibel sind.
Im Jahr 2009 führte Ninco unter dem Namen XLOT eine Fahrzeugserie im Maßstab 1:28 ein. Diese sind in ihrer Größe exakt zwischen den etablierten Maßstäben 1:32 und 1:24 angesiedelt, die im Heim- bzw. Clubbereich dominant vertreten sind. Ebenfalls ungewöhnlich ist der Riemenantrieb der Fahrzeuge, die allesamt auf einem Metallchassis montiert sind. XLOT-Fahrzeuge zeichnen sich gegenüber den regulären Ninco-Fahrzeugen im Maßstab 1:32 durch erweiterte Einstellungs- und Tuningmöglichkeiten aus. Sie sind durch die nur moderate Größenänderung auch weiterhin auf dem Ninco-Schienenmaterial zu fahren, auch wenn dieses ursprünglich für Fahrzeuge eines kleineren Maßstabes entwickelt worden ist.

## Digitalisierung
Bereits auf der Nürnberger Spielwarenmesse 2005 wurde das digitale System ANALOGIC & DIGITAL by NINCO angekündigt, das ein Fahren von bis zu sechs Fahrzeugen auf zwei Spuren erlaubt. Nachdem die Markteinführung mehrfach verschoben wurde, wurde das System im Winter 2006/2007 unter dem Namen N'Digital auf den Markt gebracht. Was nun sogar erlaubt mit bis zu 8 Wagen gleichzeitig zu fahren. Im Gegensatz zu den Systemen anderer Hersteller ist eine Umrüstung von bestehenden Bahnen und Fahrzeugen (auch anderer Hersteller) problemlos möglich.